# Xã Bernadotte, Quận Fulton, Illinois
Xã Bernadotte (tiếng Anh: Bernadotte Township) là một xã thuộc quận Fulton, tiểu bang Illinois, Hoa Kỳ. Năm 2010, dân số của xã này là 273 người.